# Allein Gott in der Höh sei Ehr (Gade)
Allein Gott in der Höh sei Ehr is een compositie van Niels Gade. Het is een instrumentale bewerking voor orgel solo van het gelijknamige koraal van Johann Sebastian Bach. Het werk heeft geen datering meegekregen, men schatte het in als geschreven na 1870.